# 柳宗元
柳 宗元（りゅう そうげん、拼音: Liú Zōngyuán）は、中国唐代中期の文学者・政治家。字は子厚（しこう）。本貫の河東郡解県から、「柳河東」「河東先生」と呼ばれる。また柳州刺史であったことから「柳柳州」と呼ばれることもある。玄祖父は柳楷（柳旦の子）。

## 略歴
王維や孟浩然らとともに自然詩人として名を馳せた。散文の分野では、韓愈とともに宋代に連なる古文復興運動を実践し、唐宋八大家の一人に数えられる。柳鎮の子として生まれた。同時代の著名な文人の白居易・劉禹錫に1年遅れて長安で出生。生まれも育ちも長安であるが、12歳から16歳まで地方官の父の柳鎮に従って江南・江西から潭州の間を歴遊した。
貞元9年（793年）に進士に挙げられ、貞元14年（798年）には難関の官吏登用試験（科挙）の博学宏詞科に合格、集賢殿正字（政府の書籍編纂部員）を拝命した。新進気鋭の官僚として藍田県尉（警察官僚）から監察御史（行政監督官）を歴任した。
徳宗治世の8世紀末の唐は、宦官勢力を中心とする保守派に対決姿勢を強める若手官僚グループの台頭が急であった。王叔文を頭目に戴くこの改革派へ、政界の刷新を標榜する柳宗元は盟友の劉禹錫とともに参加するが、既得権益の剥奪を恐れる保守派の猛反発に遭い、加えて徳宗の崩御後の永貞元年（805年）担ぎ上げた頼みの順宗も病弱で、その退位と同時に改革政策はわずか7カ月であえなく頓挫。礼部侍郎に就任し、これからという時に柳宗元の政治生命は尽きた（永貞改新）。
政争に敗れた改革派一党は政治犯の汚名を着せられ、柳宗元は死罪こそ免れたものの、長安を遠く離れた邵州へ、刺史（州の長官）として左遷された。ところが保守派が掌握した宮廷では処分の見直しが行われて改革派一党に更なる厳罰が科されることになり、柳宗元の邵州到着前に刺史を免ぜられて更に格下の永州のへ、員外司馬（州の属僚。唐代では貶謫の官で政務には従事しない）として再度左遷された（八司馬事件）。時に柳宗元33歳。
以後、永州に居を構えること10年、元和10年（815年）にはいったん長安に召還されるものの、再び柳州刺史の辞令を受け、ついに中央復帰の夢はかなわぬまま、元和14年（819年）、47歳で没した。宗元は短命であったことに加え、長く流謫（るたく）されていただめ、官職の異動も少なかった。政治家としてはたしかに不遇であったが、そのほとんどが左遷以後にものされることとなった彼の作品を見ると、政治上の挫折がかえって文学者としての大成を促したのではないかとは、韓愈の「柳子厚墓誌銘」などにあるように、しばしば指摘されるところである。

## 詩風
詩は陶淵明の遺風を承け、簡潔な表現の中に枯れた味わいを醸し出す自然詩を得意とした。唐代の同じ傾向持つ詩人、王維・孟浩然・韋応物らとともに「王孟韋柳」と並称された。ただ、その文学には政治上の不満ないし悲哀が色濃くにじみ、都を遠く離れた僻地の自然美をうたいながらも、どこか山水への感動に徹しきれない独自の傾向を持つ。

## 思想
柳宗元は文学者・政治家であるのと同時に思想家・法家・無神論者・唯物論者・合理主義者とも呼ばれる。無神論者にして仏教の篤い庇護者でもあり、儒教・諸子百家・仏教に普遍する第四の道を求めたという特質がある。
彼の政治スローガンとして「生人〈人民〉を貴しと為し、社稷（しゃしょく）〈国家〉は之に次ぐ」という孟子の名言がある。この、国家よりも人民を優先すべきという彼の思想は無神論や王権神授説の否定にも繋がる。
天明思想を嫌った宗元は「聖人の意は神・天に在らず、人に在り」というように天上の問題と地上の問題を断絶することに真意を置いた。
彼は「天意天明を認める限り、政治の責任は任命者たる天に帰す。しかし、天は上空の黒い物体にして民意を解する存在でも、意志を有する存在でもない以上、政治の責任は宙に浮いたままである。実際には皇帝の専制や宦官の横暴を容すことになる」と考え、苦しむのは民であるため、政治の責任を天の意に置くべきではないとした。

## 著名な作品
| 江雪       |                                 |                                                            |
| 原文       | 訓読                            | 現代語訳                                                   |
| 千山鳥飛絶 | 千山（せんざん） 鳥飛ぶこと絶え | 見渡す限りの山々から鳥の飛ぶ姿が消えうせ、                 |
| 萬徑人蹤滅 | 万径（ばんけい） 人蹤滅す       | あらゆる小道から人の足跡も見えなくなった。                 |
| 孤舟簑笠翁 | 孤舟 簑笠（さがさ）の翁         | ぽつんと浮かぶ小舟ではみのかさ姿の老人が、                 |
| 獨釣寒江雪 | 独り釣る 寒江（かんこう）の雪   | たったひとり寒々とした川に降る雪の中、釣り糸を垂れている。 |

柳宗元が永州司馬に左遷されていた時の作と言われる。
〇著作
- 柳河東集四十五巻
- 外集二巻
- 龍城集 - 怪異譚を撰述したもの[1]
- 永州八記

## 散文
柳宗元は、同時期の韓愈とともに古文復興運動の主唱者とされる。文学史では古文家とされ、その作品は載道文学と称される。六朝から隋唐において主流であった四六駢儷文の修辞主義的傾向を批判し、達意を旨とする秦漢の古文を範とした新たな文体を提唱した。
〇作品としては、永州左遷期に書かれた山水紀行「永州八記」が有名である。柳宗元にとって、現在の湖南省に当たる永州は、気候的には亜熱帯に属し、異民族も雑居する文字通りの「異郷」であったが、孤独感を紛らわすためには長安とは異質な風物を見て回るよりほかなかった。その遊覧から文学作品として結実したのが「永州八記」である。内容は、同時期に書かれた詩と同様、中央から隔絶された身の上に対する憂愁が色濃く投影されている。
永州八記の内容
「始得西山宴遊記」（始めて西山を得て宴遊する記）
「鈷鉧潭記」（鈷鉧潭の記）
「鈷鉧潭西小丘記」（鈷鉧潭の西の小丘の記）
「至小丘西小石潭記」（小丘の西の小石潭に至る記）
「袁家渇記」（袁家渇の記）
「石渠記」（石渠の記）
「石澗記」（石澗の記）
「小石城山記」（小石城山の記）
※すべて『柳宗元文集』巻二十九に収める。なお、「鈷鉧」とは火熨斗、つまり昔のアイロンのことで、これに形の似た潭（ふち）が零陵県にある。
このほか「三戒」「宋清伝」「捕蛇者説」など寓言文学にも佳作が多い。思想面では儒教・道教・仏教の三教を折衷する姿勢を見せ、特に仏教に対しては、禅僧と親しく交遊し、友人の韓愈の廃仏の主張に対して反論を行うなど、肯定的な態度を取る。
〇現存文集からみるかぎり、柳州での詩文の作数は極めて少ない。滞在時間は永州のほぼ半分であるが、過半は病床にあった。
永州とは異なり、風土に適応することさえ困難であった。その過酷な環境としては次のものがあった。
- 自然環境—高温多湿で風土病、猛獣、虫などが多い。
- 社会文化環境—多数の部族の多重地域で、漢民族とは異なる文化、習俗。部族間の武力衝突が絶えない。
- 政治的環境—南方では官吏の欠員が多く、柳州ではさらに不足していた。
- 疾病—永州からの持病である脚気(かっけ)と痞結(ひけつ)に加え、疔瘡(ちょうそう)、金瘡などを発病。

## 逸話
元和15年（815年）、朝廷の召還通知を受けた柳宗元は、もしや赦免されるのではと急ぎ永州を発ち、友人劉禹錫とともにいそいそと参内したが、待ち受けていたのは更なる遠方への左遷辞令であった。柳宗元は柳州へ、劉禹錫は播州へというのがその内容であったが、劉禹錫に高齢の老母がいることをおもんぱかった柳宗元は、より移動距離の少ない自らの任地を劉禹錫に提供すべく赴任地の交換を朝廷に願い出た。これはそのままの形で受け入れられることはなかったが、宰相の裴度の口添えもあってわずかながら長安に近い連州の刺史に改められた。柳宗元の劉禹錫に対する友情の厚さを示すものとして今に伝わっている。

## 訳注
- 『柳宗元詩選』 下定雅弘編訳、岩波文庫、2011年
- 『唐宋八大家文読本 二 柳宗元　新釈漢文大系 71』[2] 星川清孝訳著、明治書院、1976年
- 『韓愈・柳宗元　新釈漢文大系 詩人編 8』 赤井益久訳著、明治書院、2021年

## 関連文献
- 筧文生 『韓愈　柳宗元』 <中国詩文選16>筑摩書房、1973年
- 林田慎之助 『柳宗元　枯淡詩人』 <中国の詩人－その詩と生涯9>集英社、1983年
- 松本肇 『柳宗元研究』 創文社〈東洋学叢書〉、2000年／講談社「創文社オンデマンド叢書」で再刊
- 下定雅弘 『柳宗元　逆境を生きぬいた美しき魂』 勉誠出版、2009年
- 下定雅弘 『白居易と柳宗元　混迷の世に生の讃歌を』 岩波書店〈岩波現代全書〉、2015年
- 戸崎哲彦 『柳宗元　アジアのルソー』 <世界史リブレット・人>山川出版社、2018年
- 近藤春雄編 『中国学芸大事典』 大修館書店、1978年[3]